# Sée
Sée é um rio localizado na França.